# Thestylus aurantiurus
Espèce
Thestylus aurantiurus est une espèce de scorpions de la famille des Bothriuridae.

## Distribution
Cette espèce est endémique du Brésil. Elle se rencontre dans les États de São Paulo, du Minas Gerais et du Paraná.

## Description
Le mâle holotype mesure 33,6 mm et la femelle paratype 36,5 mm, les mâles mesurent de 21,5 à 35,0 mm et les femelles de 16,5 à 37,5 mm.

## Publication originale
- Yamaguti & Pinto-da-Rocha, 2003 : Taxonomic review of the genus Thestylus Simon, 1880 (Scorpiones: Bothriuridae). Revista Ibérica de Aracnología, vol. 7, p. 157–171 (texte intégral).